# Ворсо (Вірджинія)
Ворсо (англ. Warsaw) — місто (англ. town) в США, в окрузі Ричмонд штату Вірджинія. Населення — 1637 осіб (2020).

## Географія
Ворсо розташоване за координатами 37°57′37″ пн. ш. 76°45′40″ зх. д. / 37.96028° пн. ш. 76.76111° зх. д. (37.960254, -76.761051).  За даними Бюро перепису населення США в 2010 році місто мало площу 7,92 км², уся площа — суходіл.

## Демографія
Згідно з переписом 2010 року, у місті мешкало 1512 осіб у 495 домогосподарствах у складі 248 родин. Густота населення становила 191 особа/км².  Було 555 помешкань (70/км²).
Расовий склад населення:
| - 70,4 % — білих - 25,5 % — чорних або афроамериканців - 0,7 % — корінних американців - 0,7 % — азіатів - 1,3 % — осіб інших рас |

До двох чи більше рас належало 1,4 %. Частка іспаномовних становила 6,3 % від усіх жителів.
За віковим діапазоном населення розподілялося таким чином: 11,6 % — особи молодші 18 років, 65,5 % — особи у віці 18—64 років, 22,9 % — особи у віці 65 років та старші. Медіана віку мешканця становила 44,3 року. На 100 осіб жіночої статі у місті припадало 129,1 чоловіків;  на 100 жінок у віці від 18 років та старших — 133,3 чоловіків також старших 18 років.
Середній дохід на одне домашнє господарство  становив 58 173 долари США (медіана — 45 300), а середній дохід на одну сім'ю — 82 350 доларів (медіана — 73 611). Медіана доходів становила 52 794 долари для чоловіків та 40 481 долар для жінок. За межею бідності перебувало 11,2 % осіб, у тому числі 7,1 % дітей у віці до 18 років та 13,1 % осіб у віці 65 років та старших.
Цивільне працевлаштоване населення становило 403 особи. Основні галузі зайнятості: освіта, охорона здоров'я та соціальна допомога — 38,5 %, публічна адміністрація — 9,4 %, фінанси, страхування та нерухомість — 8,4 %, виробництво — 8,2 %.